# 16 de desembre
El 16 de desembre és el tres-cents cinquantè dia de l'any del calendari gregorià i el tres-cents cinquanta-unè en els anys de traspàs. Queden 15 dies per finalitzar l'any.

## Esdeveniments
Països Catalans
- 1808, Llinars del Vallès, corregiment de Mataró: Batalla de Llinars, El VIIé Cos de l'exèrcit francès, comandat pel general Saint-Cyr vencé les tropes espanyoles del general Vives.
- 1877, Barcelona: primera comunicació telefònica dels Països Catalans i d'Espanya.[1]
- 1980, Barcelona: al casino de l'Aliança del Poble Nou, es fa l'assemblea fundacional de Nacionalistes d'Esquerra.
- 1990, Camp Nou, Barcelona: Pep Guardiola debuta amb el F. C. Barcelona contra el Cadis.
- 2003, Barcelona: el Parlament de Catalunya elegeix Pasqual Maragall president de la Generalitat de Catalunya.
- 2004, Barcelona: s'hi inaugura el Museu Nacional d'Art de Catalunya (MNAC).
- 2005, Barcelona: assassinat de Rosario Endrinal, tres joves cremen viva una sensesostre que dormia en un caixer. Moriria dos dies després.[2]
- 2009, El Tribunal Suprem d'Espanya accepta per primera vegada a la història un recurs exclusivament en català.[3]
- 2010, Catalunya: Comença la Novena legislatura de la Catalunya autonòmica.

Resta del món
- 653, Toledo, Regne Visigot: se celebra el VIII Concili de Toledo.
- 756, Xina: comença la Rebel·lió d'An Lushan.
- 1575 - Valdivia (Capitania General de Xile): Terratrèmol de magnitud propera als 8,5 {\displaystyle M_{S}}, i posterior tsunami devastador.
- 1773, Boston: al Boston Tea Party, un grup de manifestants disfressats d'indis mohawks llença un carregament de te al port de Boston. és l'origen de la Revolució Americana.
- 1835, Nova York: comença el Gran Incendi de Nova York. Va durar dos dies i va destruir entre 500 i 700 edificis (17 illes de la ciutat).[4]
- 1899: L'Imperi Alemany adquireix les illes Carolines, Mariannes i Palau després de comprar-les a Espanya.
- 1899, Milà: Alfred Edwards funda l'equip de futbol Milan Cricket and Football Club, actual AC Milan.
- 1935, Madrid, Espanya: es constitueix el Front Popular format per republicans, socialistes, comunistes i nacionalistes bascos.
- 1944, Regió de les Ardenes (regió entre Bèlgica, Luxemburg i França: Comença la batalla de les Ardenes. L'exèrcit alemany intenta frenar l'avançament de les tropes aliades, però va fracassar (Segona Guerra Mundial).
- 1966, Nova York: les Nacions Unides acorden el Pacte Internacional de Drets Civils i Polítics, el qual, entre d'altres, reconeix el dret de tots els pobles a l'autodeterminació.
- 2004, Brussel·les, Bèlgica: els líders europeus decideixen que el 3 d'octubre del 2005 començaran a negociar amb Turquia perquè pugui formar part de la Unió Europea.
- 2004, Londres, Anglaterra: un tribunal de nou jutges de la Cambra dels Lords declara il·legal la llei antiterrorista aprovada pel govern de Tony Blair arran de l'11-S del 2001.
- 2004, París, França: l'Oficina Internacional d'Exposicions (BIE) anuncia que Saragossa serà la seu de l'Exposició Universal del 2008.
- 2006, Gibraltar, Regne Unit: Ibèria realitza el primer vol entre Madrid i la colònia britànica de Gibraltar.
- 2012, Nova Delhi, Índia: cas de la violació en grup d'una noia al barri de Munirka de Nova Delhi.[5]
- 2020, Xina: La nau Chang'e 5, envia a la terra 2 kg de mostres de sòl lunar 44 anys després que ho fes la missió soviètica Luna 24.[6]

## Naixements
Països Catalans
- 1818, Barcelona: Giovanna Rossi-Caccia, soprano catalana que inaugurà el Liceu.[7]
- 1846, Vic, província de Barcelona: Jaume Collell i Bancells, eclesiàstic, periodista i escriptor català.
- 1861, Barcelona: Guillem August Tell i Lafont va ser un advocat, notari i poeta català
- 1878, Olot, província de Girona: Josep Clarà, escultor català.
- 1889, Sant Cugat del Vallès: Joaquima Pla i Farreras, mecenes catalana (m. 1982).[8]
- 1894, Olesa de Montserrat, província de Barcelona: Fèlix Figueras i Aragay primer alcalde d'Olesa de Montserrat, durant la Segona República Espanyola.
- 1908, Anglès, província de Girona: Remedios Varo, pintora catalana[9]
- 1926, So N'Armadans, Palma: Caty Juan de Corral, escriptora, pintora, articulista i gastrònoma (m. 2014).[10]
- 1949, Barcelona: Teresa Duran, pedagoga, escriptora i il·lustradora catalana.[11]
- 1966, Santa Eulàlia de Ronçana, el Vallès Oriental: Empar Moliner, escriptora catalana.[12]
- 1980, Esplugues de Llobregat, el Baix Llobregat: Patricia del Soto i Traver, jugadora de waterpolo catalana.[13]
- 1985, Vic, Osona: Carla Giudici i Font, jugadora d'hoquei sobre patins.[14]

Resta del món
- 1485, Alcalá de Henares, Regne de Castella: Caterina d'Aragó, filla petita dels Reis Catòlics i reina consort d'Anglaterra.[15]
- 1770, Bonn, Alemanya: Ludwig van Beethoven compositor alemany[16]
- 1775, Steventon, Hampshire: Jane Austen, escriptora britànica.[17]
- 1777, Reims, Regne de França: Barbe-Nicole Ponsardin, la Vídua Clicquot, empresària de la indústria del xampany[18]
- 1790, Coburg, Alemanya: Leopold I, rei dels belgues.
- 1804, Brussel·les: Adèle Kindt, pintora belga (m. 1893).[19]
- 1847, París: Augusta Holmès, compositora francesa (m. 1903).[20]
- 1849, Torí: Virginia Ferni Germano, soprano italiana[21]
- 1878, Berna, Suïssa: Gertrud Woker, bioquímica suïssa que denuncià les armes químiques.[22]
- 1882, Kecskemét, Hongria: Zoltán Kodály, compositor, etnomusicòleg i pedagog musical hongarès[23]
- 1899, Teddigton, Regne Unit: Noël Coward, dramaturg, actor i guionista britànic.
- 1901, Filadèlfia: Margaret Mead, etnòloga, antropòloga, professora universitària i investigadora pionera estatunidenca.[24]
- 1902
  - El Puerto de Santa María, Espanya: Rafael Alberti, poeta
  - Cheonan, ara Corea del Sud: Ryu Gwansun, líder contra l'ocupació japonesa, símbol de la lluita coreana per a la independència.
- 1903, Ridgewood, Nova Jersey: Elizabeth Hawes, dissenyadora de roba nord-americana.[25]
- 1907, Châteaubriant, França: Jacques Pâris de Bollardière, militar francès i figura de la no-violència.[26]
- 1911, Oviedo: Dolores Medio Estrada, novel·lista asturiana en castellà, premi Nadal de 1953[27]
- 1917, Minehead, Somerset, Anglaterra: Arthur C. Clarke, autor de 2001. Una odissea a l'espai.
- 1928, Chicago, EUA: Philip K. Dick, escriptor de ciència-ficció americà.
- 1936, Zúric, Suïssa: Elisabeth Kopp, política suïssa.
- 1938, 
  - Tòquio, Japó: Liv Ullmann, actriu noruega.
  - Fraissinet, França: Rogièr Teulat, lingüista occità.[28]
- 1961, Valdosta, Geòrgia (Estats Units): Bill Hicks, humorista estatunidenc.
- 1969, Washington DC (EUA): Adam Riess, astrofísic nord-americà, Premi Nobel de Física de l'any 2011.
- 1970: Valerie Chow, actriu xinesa.
- 1973: Moçambic: Mariza, cantant de fados popular a Portugal i amb projecció internacional.[29]
- 1976, Mashad: Mitra Jashni, pintora, professora d'art, traductora i autora kurda iraniana.[30]
- 1985, Nova York, EUA: Amanda Setton, actriu de cinema i TV estatunidenca.

## Necrològiques
Països Catalans
- 1965, Sant Feliu de Guíxols: Gertrudis Romaguera Valls, pintora, professora a l'Escola d'Arts i Oficis de Sant Feliu (n. 1879).[31]
- 1981, València: Manuel Sanchis i Guarner, filòleg, historiador i escriptor valencià (n. 1911).
- 1985, Barcelona: Quim Sànchez i Núñez, militant de Terra Lliure (n. 1963).
- 2011, Múrcia: Rosa Maria Esbert i Alemany, geòloga catalana, pionera en l'estudi del «mal de la pedra» (n. 1941).[32]

Resta del món
- 705, Luoyang (Xina): L'Emperadriu Wu, o Wu Zetian,(xinès tradicional: 武則天, xinès simplificat: 武则天), durant la Dinastia Tang, va ser l'única emperadriu reconeguda oficialment pel regne de la Xina durant més de dos mil·lennis (n. 624).[33]

- 882, Roma, Estats Pontificis: Papa Joan VIII, pontífex de Roma.
- 999, Seltz: Adelaida de Borgonya, emperadriu consort i regent del Sacre Imperi Romanogermànic, venerada com a santa per l'Església catòlica.
- 1325, Nogent-le-Roi: Carles I de Valois, príncep de França, comte de Valois, comte d'Anjou i Maine, comte d'Alençon, Chartres i Perche.
- 1515, Goa, Índia: Afonso de Albuquerque, cèlebre almirall i conqueridor portuguès, descobridor de la ruta marítima cap a l'Índia.
- 1569, Roma, Itàlia: Giuliano Tiburtino, intèrpret d'instruments de corda, cantant i compositor del Renaixement.
- 1781, Gdańsk, Polònia: Georg Simon Löhlein, pianista, violinista, professor de música, director d'orquestra i compositor.
- 1783, Japó: Arima Yoriyuki, matemàtic japonès (n. 1714).
- 1859, Berlín: Wilhelm Grimm, germà menor dels germans Grimm, coneguts per recopilar de contes infantils (n. 1786).
- 1897, París: Alphonse Daudet, escriptor occità en llengua francesa (n. 1840).[34]
- 1909, Berlín: Lina Morgenstern, activista social, educadora, escriptora, feminista i pacifista alemanya (n. 1830).[35]
- 1921, Alger, Algèria francesa: Camille Saint-Saëns, compositor francès (n. 1835).
- 1945, Torí, Itàlia: Giovanni Agnelli, empresari i senador italià, fundador de la FIAT (n. 1866).
- 1965, Niça, França: William Somerset Maugham, dramaturg i novel·lista britànic (n. 1874).
- 1989, Madrid, (Espanya): Silvana Mangano, actriu italiana (n. 1930).[36]
- 2004, Taos, EEUU: Agnes Martin, pintora estatunidenca, expressionista abstracta (n. 1912).[37][38]
- 2013, Madrid: Lolita Sevilla, cantant i actriu espanyola (n. 1935).[39]
- 2014: Tim Cochran, matemàtic estatunidenc (n. 1955).
- 2015, Huizen, Països Baixos: Aafje Heynis, contralt neerlandesa, especialista en lied i música barroca (n.1924).[40]
- 2023, París: Toni Negri, politòleg, filòsof i pensador postmarxista italià (n. 1933).[41]

## Festes i commemoracions
- Santoral:
  - Sant Ageu, profeta;
  - Santa Adelaida de Borgonya, emperadriu.